# Бездна (приток Суры)
Бездна́ (Пасна, чув. Пасна, тат. Бизнә; устар. Белая) — река в Чувашии и Татарстане, правый приток Суры (бассейн Волги).

## Описание
Длина реки 106 км, площадь водосборного бассейна 1320 км². Исток у деревни Чувашская Бездна Дрожжановского района Татарстана. Протекает также по Шемуршинскому и Алатырскому районам Чувашии, впадает в Суру в городе Алатырь.
Значительная часть течения проходит по лесам, в том числе по национальному парку «Чаваш Вармане» (по открытой местности проходят небольшие участки в верхнем и нижнем течении). В бассейне реки обитают ценные и редкие видов растений и животных, в 1981 году река получила статус комплексного памятника природы Чувашии.
Русло извилистое, на всём протяжении подвержено меандрированию.
Основные населённые пункты на реке расположены в верховьях: Бичурга-Баишево, Асаново (оба в Чувашии), Чувашская Бездна, Татарская Бездна, Мочалей (все — Татарстан), в устье находится посёлок Зелёный — часть города Алатырь. В бассейне также расположены Старые- и Новые Айбеси, Старые- и Новые Чукалы, Первомайский, Сойгино и другие.

## Гидрография
Река с преимущественно снеговым питанием, имеет ярко выраженное весеннее половодье. Замерзает в третьей декаде ноября, вскрывается ото льда в первой декаде апреля. Средний расход воды в межень у устья — 0,09 м³/с.
Общая минерализация от 200 мг/л в половодье до 500 мг/л в межень. Подземное питание от 1-3 л/с до 10 л/с на км² в нижнем течении.

## Притоки
Притоки перечислены от устья к истоку, в скобках указана длина в километрах.
- 40 км лв: Тозловка (11)
- 42 км пр: Орбездна (23)
- 59 км пр: Большая Хирла (10)
- 62 км лв: Чёрная Бездна (32)
- 71 км пр: Хирла (15)
- 72 км пр: Абамза (29)
- 83 км лв: Бичурга (11)
- 90 км пр: Буштерле (15)
- 94 км лв: Иниш (12)

## Данные водного реестра
По данным государственного водного реестра России относится к Верхневолжскому бассейновому округу, водохозяйственный участок реки — Сура от Сурского г/у до устья реки Алатырь, речной подбассейн реки — Сура. Речной бассейн реки — (Верхняя) Волга до Куйбышевского водохранилища (без бассейна Оки).
Код водного объекта в государственном водном реестре — 08010500312110000037644.